# Sergio Mezzalira
Sergio Mezzalira (Campinas, 8 de março de 1920 – São Paulo, 5 de junho de 2009) foi um naturalista, geólogo e paleontólogo brasileiro. 
Membro titular da Academia Brasileira de Ciências, foi diretor do Instituto Geológico e um dos mais proeminentes paleontólogos do Brasil.

## Biografia
Sergio nasceu na cidade de Campinas, em 1920, filho de Yolanda e João Mezzalira. Concluiu os estudos em sua cidade natal e aos 16 anos mudou-se para o Rio de Janeiro para ingressar na faculdade de medicina, mas não foi aprovado no vestibular. Assim voltou sua atenção para o curso de ciências naturais na Universidade do Distrito Federal, a atual Universidade Federal do Rio de Janeiro, em 1939.

## Carreira
Graduou-se como bacharel e licenciado em 1941 e 1942, respectivamente. Através do incentivo dos professores de Geologia e Paleontologia, Thomaz A. Coelho Filho e Julio Magalhães, Sergio se interessou pela paleontologia. Em 1941 publicava seu primeiro trabalho na área, que também seria o primeiro trabalho sobre trilobitas do Brasil, onde descreveu distribuição cronogeológica e morfologia.
Em maio de 1942, a convite de Paulo Erichsen de Oliveira, começou a trabalhar na divisão de geologia e mineralogia do Departamento Nacional de Produção Mineral (DNPM), onde pode trabalhar com outros importantes pesquisadores como Llewellyn Ivor Price e Elias Dolianiti. Um de seus primeiros trabalhos na instituição foi separar e classificar os fósseis da formação Pirabas, coletados pouco antes, trabalho que levou cerca de 4 anos.
Trabalhou em colaboração com pesquisadores do Museu Nacional e fez vários trabalhos de campo pelo interior do estado de São Paulo. Em um destes trabalhos descobriu a ocorrência de fitofósseis na formação Corumbataí na região de Rio Claro. Em 1946, casa-se com Izilda Isabel, com quem teve seis filhos, a quem dedicou o nome de uma espécie vegetal de Melastomataceae, Tibouchina izildaisabelae.
Começou a escrever, por volta dessa época, junto de Júlio Magalhães, um catálogo contendo os moluscos fósseis do Brasil, com descrição de vários animais encontrados e catalogados até aquela data no país, que serviu como guia para muitos estudantes de graduação e pós-graduação. Por intermédio de Rui Ribeiro de Franco é apresentado a Valdemar Lefévre, diretor do Instituto Geológico (na época Instituto Geográfico e Geológico). Já morando na capital paulista, Sergio é contratado pelo instituto, onde passa a fazer mapeamentos geológicos em áreas metamórficas do estado, além de mapeamento paleontológico. Fez trabalho pioneiro e de importância estratégica para o estado na localização de poços artesianos. Sergio também organizou e catalogou o acervo de fósseis da instituição.
Além de encontrar fitofósseis na região de Corumbataí, encontrou, mapeou e descreveu novas ocorrências fossilíferas em Piracaia, São Paulo, Tatuí e Sarapuí, no estado de São Paulo. Foi pioneiro ao descrever a distribuição bioestratigráfica dos crustáceos da formação Irati e e estabelecer o segundo nível marinho dentro do Grupo Tubarão baseado em fósseis; ampliou a distribuição bioestratigráfica dos fósseis do Grupo Passa Dois, com a descrição de novos fósseis até então inéditos, entre outros trabalhos pioneiros.
Entre 1951 e 1952 fez mestrado em geologia pela então Faculdade de Filosofia Ciências e Letras da Universidade de São Paulo, sob orientação de Viktor Leinz. Em 1961 ingressa no doutorado com a orientação do professor Josué Camargo Mendes, obtendo o título em 1973. Fez trabalho pioneiro ao produzir cartas geológicas do estado de São Paulo na escala de 1:100.000, o que ampliou o número de afloramentos no estado e subdividiu grupos e formações.
Foi essencial para o reconhecimento e regulamentação da profissão de geólogo no Brasil. Em março de 1998, foram inaugurados no Instituto Geológico o acervo e o laboratório paleontológico em comemoração aos 112 anos da criação da Comissão Geográfica e Geológica, criada em 1886, que deu origem à instituição. Em homenagem a Sergio, eles passara a se chamar "Acervo e Laboratório Paleontológico Dr. Sergio Mezzalira". São cerca de três mil fósseis entre vertebrados, invertebrados e vegetais.

## Morte
Sergio morreu em 5 de junho de 2009, na cidade de São Paulo, aos 89 anos. Sua esposa, Izilda morreu em 2007.

## Homenagem
Uma espécie de dinossauro, o Adamantisaurus mezzalirai, que viveu há cerca de 70 milhões de anos no território entre São Paulo e Minas Gerais foi assim nomeado em sua homenagem e em reconhecimento ao seu trabalho.